# Brünnsteinhaus

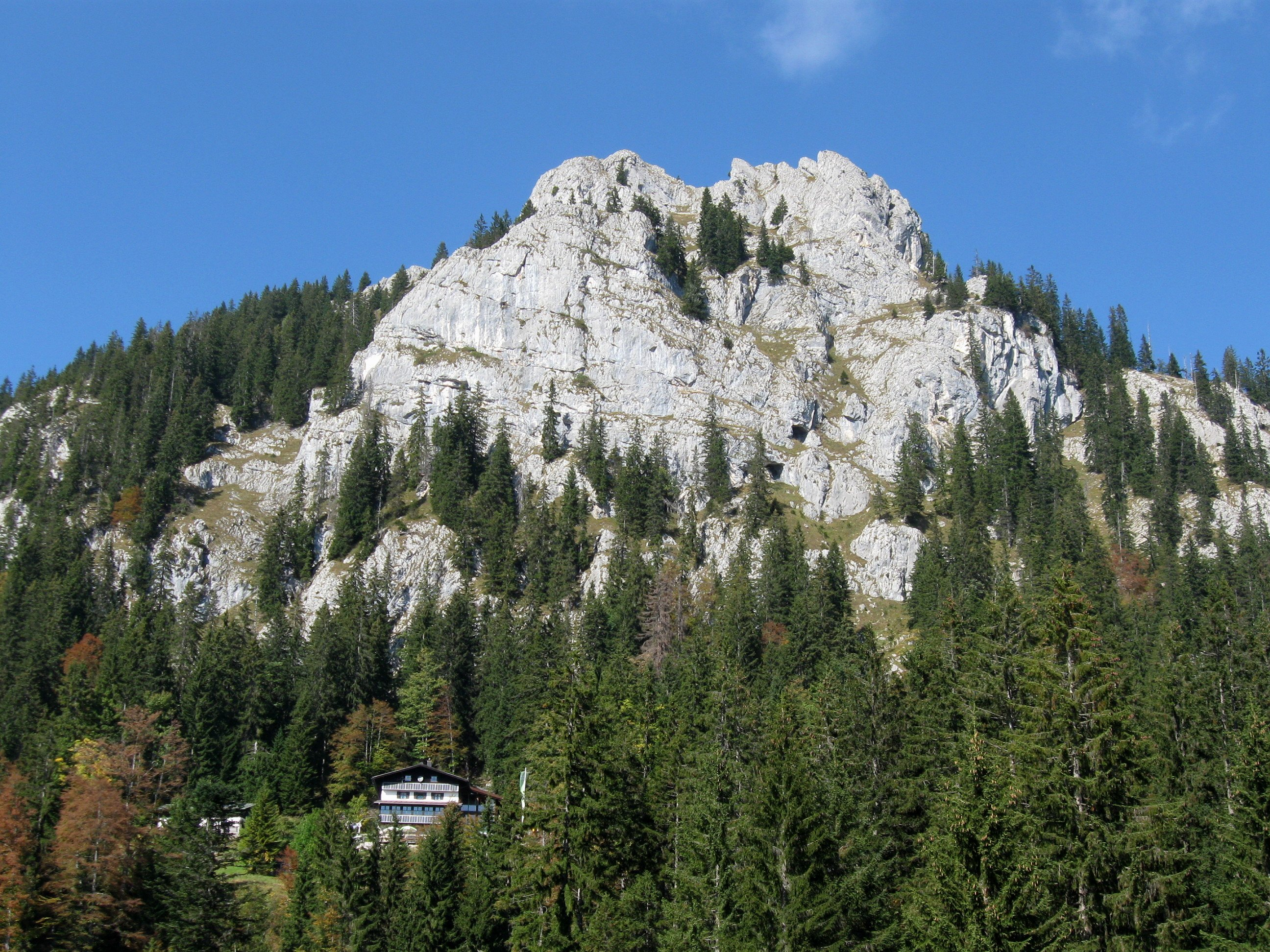
Brünnsteingipfel mit Brünnsteinhaus

Das Brünnsteinhaus ist eine Schutzhütte der Sektion Rosenheim des Deutschen Alpenvereins, sie liegt auf 1342 m ü. NHN Höhe in den Bayerischen Voralpen am Fuß des Brünnsteins. Es ist ein Stützpunkt für Wanderer, Skitourengeher und Mountainbiker. Auch Kletterer finden in der näheren Umgebung einige Routen.

## Geschichte
Der Vorstand überzeugte die Mitglieder 1893 in einer Versammlung vom Bau eines eigenen Bergsteigerheimes. Die Sektion Rosenheim einigte sich auf den Standpunkt Brünnstein, wozu die günstige Bahnverbindung Rosenheim–Oberaudorf den Ausschlag gab. Am 18. Oktober 1893 wurde der Bauplan eingereicht, Richtfest war im darauffolgenden Jahr im Juni, und die Eröffnungsfeier des Brünnsteinhauses fand am 12. August 1894 statt. Der Brünnstein entwickelte sich zu einem Zentrum des Rodelsports. Auf der 1899 von der Sektion angelegten 6 km langen Rodelbahn wurde das erste „Herren Schlittenrennen“ ausgetragen und am 3. Januar 1906 die 1. Rodelmeisterschaft für das Königreich Bayern. Zweimal, 1911 und 1914, stellten die Brünnsteinrodler den Europameister. Das Brünnsteinhaus stieg zu einem Zentrum des Rodelsports auf, bis dieser Wintersportart nach dem Ersten Weltkrieg der aufkommende Schilauf allmählich den Rang ablief. Ein neuer Gipfelweg am Brünnstein wurde am 15. August 1898 auf den Namen Dr.-Julius-Mayr-Weg eingeweiht, als besondere Ehrung für den 1. Vorstand.
In den 1980er Jahren wurden die Sanitäranlagen im Brünnsteinhaus saniert sowie eine neue Kläranlage und eine neue Wasserversorgung installiert. In den 1990er Jahren entstanden eine Photovoltaikanlage, eine Remise sowie der Anbau einer Wohnung für Hüttenwirt und -wirtin. In den Jahren 2001 bis 2004 wurde ein Selbstversorgerraums für die Jugend errichtet, das Gebäude an die öffentliche Stromversorgung und Abwasserleitung angeschlossen und ein neues Treppenhaus angebaut. 2013 wurden Küche und Gaststube erneuert, 2018 der Brandschutz modernisiert sowie die Trinkwasseranlagen erneuert.

## Zugänge
- von Oberaudorf (482 m) über Dörfl-Rechenau, Gehzeit: 3 Stunden
- vom Gasthaus Tatzelwurm (765 m), Gehzeit: 2 Stunden
- vom Gasthaus Rosengasse am Sudelfeld bei Bayrischzell, Gehzeit: 2 Stunden (im Winter auch als Skitour)
- von Dörfl, Gehzeit: 2 Stunden
- über Buchau-Lengau Gehzeit: 3½ Stunden

## Übergänge
- Mitteralm (1200 m) am Wendelstein, Gehzeit (je nach Route): 4,5 bis 7 Stunden

## Wanderrouten
- Um den Brünnstein.[4]

## Gipfelbesteigungen
- Brünnstein (1634 m), gut gesicherter Normalweg (Trittsicherheit erforderlich) oder gut gesicherter Klettersteig (Dr.-Julius-Mayr-Weg) bis zum Vorgipfel 1619 m, Gehzeit jeweils: ½ Stunde
- Großer Traithen (1853 m), Gehzeit: 2 Stunden; während der Schonzeit im Winter nur über Seeon-Alm und Steilner Joch
- Kleiner Traithen (1722 m), Gehzeit: 2 Stunden
- Trainsjoch (1708 m), Gehzeit: 3 Stunden